# جبل الغني (قصر ابجير الجنوبية)
جبل الغني هو دُوَّار يقع بجماعة قصر بجير، إقليم العرائش، جهة طنجة تطوان الحسيمة في المملكة المغربية. ينتمي الدوّار لمشيخة قصر ابجير الجنوبية التي تضم 14 دوار. يقدر عدد سكانه بـ 695 نسمة حسب الإحصاء الرسمي للسكان والسكنى لسنة 2004.

## روابط خارجية
- البوابة الوطنية للجماعات الترابية نسخة محفوظة 12 مارس 2018 على موقع واي باك مشين.
- المندوبية السامية للتخطيط